# Napięcie uziomowe
Napięcie uziomowe, potencjał uziomowy (ang. earthing-conductor voltage (to earth)) {\displaystyle U_{E}} – napięcie przewodu uziemiającego, czyli napięcie między przewodem uziemiającym a ziemią odniesienia. Wyznacza się go jako spadek napięcia na uziemieniu.